# Johannes II Petri
Johannes II Petri (även Johannes Pedersson förekommer), född i Västerås, död 1370 i Åbo, var en svensk biskop.
Sina tidigare år tillbragte han med studier vid universitetet i Paris, där han förvärvade magistergraden och rönte den utmärkelsen att (23 juni 1366) bli vald till dess rektor, vilken befattning han dock endast en kortare tid innehade. Efter biskop Henrik Hartmanssons död valdes han 1367 av domkapitlet i Åbo till dennes efterträdare, men måste för att vinna den påvliga stadfästelsen företa en resa till Rom och erhöll där utnämningen 8 november samma år. Som Åbo stifts överhuvud hävdade han med kraft kyrkans anseende och förmåner samt tvekade inte att till och med slunga bannstrålen mot en genom sitt ämbete och släktförhållande så inflytelserik person som ståthållaren på Viborgs slott Sune Håkansson (två nedvända sparrar), emedan denne undanhållit kyrkan några av konung Magnus Eriksson till densamma skänkta gods. Särdeles mån om prästerskapets rättigheter, ålade han i stränga brev invånarna i Savolax, Tavastland och Satakunda att ordentligt utgöra utlagorna till sina själasörjare. Såväl av påven som av konung Albrekt av Mecklenburg förvärvade han stadfästelsebrev på alla åt Åbo stift förut förlänade privilegier, varjämte han även av ärkebiskop Birger, då denne 1369 visiterade församlingen i Åbo, visste att åt sitt prästerskap förskaffa nya förmåner beträffande tiondeuppbörden. Johannes begravdes i Åbo domkyrka, som det uppgivits, vid sidan av den beryktade biskop Hemming.